# Caïmacan

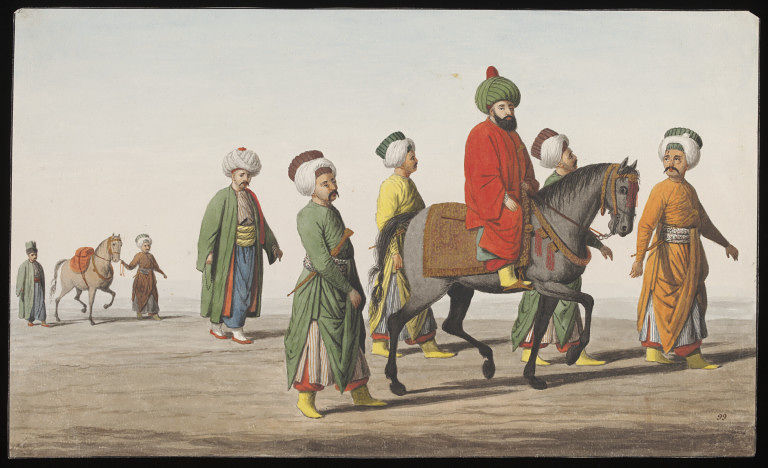
Le gouverneur (kaymakam) d'Istanbul à cheval avec ses serviteurs. Vers 1809.

Le caïmacan (en turc : kaymakam, prononcé [kajmakam]) est, en Turquie le représentant de l'État dans le district (en turc : ilçe), équivalent d'un sous-préfet.

## Histoire
Le caïmacan est un dignitaire de l'Empire ottoman. Le territoire dont il a la charge est appelé un caïmacanat.
La fonction de caïmacan correspondait à l'origine à l'origine à celle d'un « lieutenant » ou d'un « vicaire » du sultan ou du grand vizir.
Elle fut ensuite attribuée au XIXe siècle à des gouverneurs de provinces, notamment dans les principautés de Valachie et de Moldavie et au Liban.
Le double caïmacanat est une division administrative du Mont-Liban entre un Nord supposé maronite et un Sud supposé druze de 1840 à 1860. Impuissante à réduire les conflits religieux, elle est remplacée entre 1861 et 1915 par le moutassarifat du Mont-Liban, dont le gouverneur catholique non libanais est secondé par un conseil multiconfessionnel.